# Клуг, Аарон
Сэр Аарон Клуг OM (Арон Лазаревич Клуг; 11 августа 1926, Желвас (Жялва), Литва — 20 ноября 2018, Кембридж, Великобритания) — британский и южноафриканский учёный, биохимик. Лауреат Нобелевской премии по химии (1982) за разработку метода кристаллографической электронной микроскопии и разъяснение структуры биологически важного комплекса нуклеиновая кислота – белок.
Член Лондонского королевского общества (1969), иностранный член Национальной академии наук США (1984).

## Биография

### Ранние годы жизни и образование
Родился в литовском местечке Жялва в еврейской семье. Родителей его звали Лейзер Клуг и Бейля Клуг (в девичестве Силин). Когда Аарону было три года, Клуги переехали в Дурбан (Южная Африка), куда семья Бейли эмигрировала в начале XX века. Аарон посещал местную начальную школу.  В семье языком был идиш, но переехав в Южную Африку, они перешли на английский.
С 1937 по 1941 год Клуг учился в школе г. Дурбан. После того, как мальчик прочитал книгу Поля де Крайфа «Охотники за микробами», у него родился интерес к науке.
Поступив в 1942 году в Университет Витватерсранда в Йоханнесбурге, Клуг стал посещать подготовительный курс по медицине, однако лекции по физике его заинтересовали больше, поэтому он разработал собственные курсы по химии, физике и математике. К тому времени, когда в 1945 году он окончил университет, получив степень бакалавра естественных наук, его выбором стала физика.
В январе 1946 году Аарон переехал в Университет Кейптауна, чтобы пройти магистратуру. Там, помимо физики, Клуг изучал математику, философию и поэзию. Также занимаясь в Кейптаунском университете на выделенную ему стипендию, он изучил у одного из своих учителей, Реджинальда Уильяма Джеймса, метод рентгеновской кристаллографии и использовал его для исследования п-бромхлорбензола. По результатам исследований, Клуг опубликовал свою первую статью. Получив в 1946 году степень магистра естественных наук, Клуг остался в Кейптаунском университете, чтобы продолжить свою работу с Джеймсом над изучением органических соединений с помощью дифракции рентгеновских лучей. Там, Аарон изобрёл метод, основанный на молекулярных преобразованиях, и использовал его для определения структуры трифенилена. Несмотря на то, что структура, созданная по его расчётам, оказалась неверной, Клуг был удостоен стипендии Британской империи (1851) и стипендии Роуз Болл в Тринити-колледже Кембриджа.

### Карьера и научные исследования
Клуг был принят сэром Лоуренсом Брэггом, директором Кавендишской лаборатории. Аарон хотел работать в совете по медицинским исследованиям у нобелевского лауреата 1962 года М.Перуца и работать над изучением структур белков, однако там не было свободных мест. Тогда Брэгг предложил Клугу изучать беспорядок в силикатах, однако Аарону не понравился данный проект, поэтому он, под руководством Д. Р. Хартри изучал структуру стали. В ходе проекта, Клуг создал математическую модель перехода аустенита в перлит, основанную на зарождении и росте кристаллов. Численно решив полученные дифференциалы, он показал, что его теоретические данные хорошо согласуются с экспериментальными. За эту работу он в 1952 году получил докторскую степень.
Однажды Профессор физиологии Джек Раффтон обратился к Хартри с проблемой в изучении диффузии кислорода через мембрану эритроцитов и его взаимодействия с гемоглобином. Поскольку математически эта задача была похожа на охлаждение стали, Клуг, совместно с Раффтоном, в течение 1953 года исследовал биохимические процессы обмена кислорода и оксида углерода в гемоглобине. Аарон рассчитал времена протекания биохимических процессов, показал, что теоретические данные соответствуют экспериментальным. Численные методы, разработанные в диссертации Клуга, были включены в работу по исследованию биохимических процессов гемоглобина.
Эти исследования усилили интерес учёного к рентгеновскому анализу биологических молекул, и к концу следующего года он получил стипендию Наффилда для работы в Бербекском колледже в Лондоне под руководством Джона Десмонда Бернала (1901—1971), бывшего преподавателя Перуца в Кембриджском университете. Он основал биомолекулярную исследовательскую лабораторию, которая занимала два здания на Торрингтон-сквер.  Очень недолгое время Клуг изучал рибонуклеазу в научной группе Гарри Карлайла. Во время работы в лаборатории он познакомился с Розалиндой Франклин, чьё исследование по рентгеновскому анализу ДНК помогло в своё время Нобелевским лауреатам по физиологии или медицине (1962) Фрэнсису Крику и Джеймсу Уотсону установить структуру этой молекулы.
Она незадолго до этого приступила к исследованию вируса табачной мозаики. Она использовала рентгеноструктурный анализ для изучения волокон вируса. Полученные Франклин рентгеновские изображения, вызвали у Клуга большой интерес, и он подключился к этой работе. . Их первая совместная публикация касалась расщепления линий слоёв в рентгеновских изображениях волокон вируса табачной мозаики. После смерти Франклин в 1958 году, Клуг установил, что вирус табачной мозаики представляет собой широкую спиралевидную структуру с повторяющимися фрагментами белка, причём генетический материал располагается вдоль внутренней поверхности белка.
В 1962 году Аарон вместе с его научной группой переехал в лабораторию молекулярной биологии в Кембридж, где в 1978 году Клуг стал одним из руководителей лаборатории. Там Клуг и его коллеги исследовали вирусы, вызывающие полиомиелит. Считалось, что они имеют сферическую форму, но их точная структура установлена не была: имевшаяся в то время в распоряжении исследователей методология рентгенографического эксперимента была в принципе недостаточной для получения удовлетворительного результата.
В ходе своей работы, Клуг хотел улучшить методы количественного и качественного анализа изображений микрофотографий. Опираясь на знания в области физики и рентгеновского анализа. Опираясь на знания в области физики и рентгеновского анализа, Клуг разработал новый метод, называемый кристаллографической электронной микроскопией, при котором изображение, полученное с помощью электронного микроскопа, подвергается дифракции лазерным излучением. Получаемую в результате картину можно затем расшифровать и установить структуру анализируемого объекта.
Этот метод вооружил Клуга не только новым техническим подходом, но и определил процедуру проведения исследований, которые связывают воедино клеточную и молекулярную структуры. Он мог теперь изучать сложную биологическую систему, сначала вычленив её из клетки, затем получив подробную картину путём рентгеновского и химического анализов и, наконец, создав полное изображение всего устройства с помощью электронного микроскопа.
В 1972 году он начал применять этот метод при анализе хроматинов — соединений гистонов (особых белков) с ДНК, которые образуют хромосомы высокоорганизованных организмов. Следуя предположению Роджера Корнберга (1974) о том, что хроматин состоит из цепочки шариков или нуклеосом, каждая из которых содержит около 200 пар оснований ДНК, обёрнутых вокруг ядра гистонов, Фрэнсис Крик и Аарон предположили, что ДНК в нуклеосоме может иметь форму "извилистой спирали". В 1981 году Клугу и его коллегам удалось показать, что гистоны так туго свёрнуты в сферические клубки, что единственная нить ДНК человека длиной приблизительно в 2 метра укладывается в ядро клетки, диаметр которой меньше сотой доли миллиметра.
Разрешающая способность метода Клуга позволяет получить изображение большинства атомов химических элементов. Таким образом, химик имеет возможность непосредственно наблюдать молекулы и их комплексы.
В 1982 году Клугу была присуждена Нобелевская премия «за разработку метода кристаллографической электронной микроскопии и прояснение структуры биологически важных комплексов нуклеиновая кислота — белок». Во вступительном слове от имени Шведской королевской академии наук Б. Г. Мальмстрем заявил, что осуществлённое Клугом 

«изучение вирусов выявило важный биологический принцип, согласно которому сложные молекулярные совокупности в клетках формируются спонтанно из своих компонентов. Исследование хроматина дало ключ к структурному контролированию прочтения генетической информации, заложенной в ДНК. В долгосрочной перспективе оно, безусловно, будет иметь решающее значение для понимания природы рака».
Продолжая исследование структуры вируса табачной мозаики и некоторых других вирусов, Клуг и его научная группа усовершенствовали количественный метод кристаллографической электронной микроскопии для вычисления трёхмерных карт изучаемых образцов. В дальнейшем интересы учёного переместились в область анализа структуры ДНК и РНК. В начале 1970-х Клуг присоединился к проекту Брайана Кларка и Френсиса Крика по анализу структуры тРНК. Входе работы они обнаружили, что наиболее упорядоченные кристаллы дают фенилаланин-тРНК дрожжей. В 1974 году учёные выпустили статью, где описали структуру тРНК. В частности, была проанализирована пространственная структура рибозима, то есть каталитической РНК. Также был предложен механизм каталитического саморасщепление рибозима.
Обращение к внутренней структуре нуклеосома привело к пониманию того, как молекула ДНК упакована в хромосомах, а работа над фактором транскрипции, связанным с ДНК, привела к открытию нового домена — цинкового «пальцевого» участка. Результаты проекта показали возможность разработать многопальцевые белки, которые связывались бы с уникальным заданным сайтом в геноме.  Связывание может напрямую блокировать транскрипцию определённого гена или заставлять нуклеазу разрезать ДНК и, следовательно, делать возможной модификацию в конкретном сайте.  Эти идеи были экспериментально подтверждены. Интеллектуальная собственность, воплощённая в этих результатах, побудила Аарона и Йен Чу в 1999 году основать дочернюю компанию под названием Gendaq для разработки и использования технологии цинковых пальцев.  В 2001 году Gendaq была куплена компанией SangamoBiosciences, ныне SangamoTherapeutics, которая продолжает разрабатывать и применять эту технологию.
В 1978 году Клуг стал одним из руководителей лаборатории молекулярной биологии Совета медицинских исследований в Кембридже и продолжил вести научную работу, сохраняя верность ранее избранной теме.
В 1995 году Клуг был избран президентом Лондонского Королевского общества и награждён орденом «За заслуги».

## Почести и награды
1969 Член королевского общества (президент 1995–2000)
1979 Премия Хейнекена Королевской Нидерландской академии искусств и наук
1981 Премия Луизы Гросс Хорвиц, Колумбийский университет
1982 Нобелевская премия по химии
1983 Золотая медаль за заслуги, Университет Кейптауна
1983 Почётный член Тринити колледжа, Кембридж
1984 Иностранный член-корреспондент Национальной академии наук США
1984 Почётный доктор Еврейского университета Иерусалима
1985 Медаль Копли
1988 Рыцарь-бакалавр
1993 Почётный член Питерхауса, Кембридж
1995 Орден заслуг
1998 Учредитель академии медицинских наук

## Семья
Аарон женился на Либе Боброу в 1948 году. Аарону было 22, Либе – 19. Их сыновья, Адам и Девид, родились в 1954 и 1962 году, соответственно. Адам был профессором в области финансов и истории экономики, он скончался в 2000 году. Дэвид является соучредителем и председателем Института Химической биологии Имперского колледжа Лондона.

## Интересные факты
Помимо науки, у Аарона были обширные знания в области философии, древней истории и нумизматики, литературы, живописи и политики. Одной из немногих тем, которые не представляла особого интереса для Клуга, была музыка. В 1962 году он был избран членом Питерхауса. Он был директором по естественнонаучным исследованиям и преподавал физику многим поколениям студентов до своей отставки в 1993 году. По словам Клуга, преподавание курсов оптики дало ему ценный опыт, когда речь зашла о его разработках в области анализа изображений. Он наслаждался общением с молодёжью и с интересом следил за развитием своих учеников.

## Научные работы
- Architecture of plant viruses // Biochem. J. 1963. V. 88. P. 24;
- An optical method for the analysis of periodicities in electron micrographs, and some ovservations on the mechanism of negative straining // J. Mol. Biol. 1964. V. 10. (with J. Berger).

## Общественная деятельность
В 1992 году подписал «Предупреждение человечеству».
В 2016 году подписал письмо с призывом к Greenpeace, Организации Объединённых Наций и правительствам всего мира прекратить борьбу с генетически модифицированными организмами (ГМО).